# The Coffin of Andy and Leyley
『The Coffin of Andy and Leyley』（ザ・コーフィン・オブ・アンディ・アンド・レイレイ、"アンディとレイレイの棺"）は、フィンランドのゲーム開発者Nemleiによって制作され、2023年10月13日にSteamで配信されたホラーアドベンチャーゲーム。2025年4月1日に第3章前編の公開を含むアップデートがなされた。

## 内容
「カニバリズムと共依存」をテーマとしており、アンドリュー・グレイヴス（Andrew Graves）とアシュレイ・グレイヴス（Ashley Graves）の兄妹を主人公としている。

## 開発
『The Coffin of Andy and Leyley』は、インディー系クリエイターのNemleiによって開発された。itch.ioでデモ版が初めて配信されたが、後にSteamで早期アクセスで四つのエピソードの内二つが配信された。
2023年11月27日、パブリッシャーのKit9 Studio は、『The Coffin of Andy and Leyley』のライセンスを取得した一方で、Nemleiがオンラインでの露出を休止し、ゲームの開発に専念することを発表した。
原語は英語であるが、有志による日本語化パッチが存在している。

## 登場人物
アンドリュー・グレイヴス（Andrew Graves）
アシュレイの兄で、22歳。何事も熟慮してから行動する傾向があり、自分が行った選択について後悔することもしばしばある。過去のトラウマから眠れないこともあり、そのような時は同室で寝ているアシュレイを起こし、話を聞いてもらっている。幼少期は「アンディ」と呼ばれた。
アシュレイ・グレイヴス（Ashley Graves）
アンドリューの妹で、20歳。陽気で物おじしない性格だがブラザーコンプレックスであり、兄のことを好いている女性に激しい敵意を持っている。犯罪に手を染めた際も後悔することは少なく、状況にすばやく順応する。そのため、ヤンデレでサイコパスとされることがある。幼少期は「レイレイ」と呼ばれた。
ニーナ（Nina）
アシュレイの子供時代の友達。アンドリューのことを好きになるが、そのことを話したアシュレイによって埃だらけの箱に閉じ込められ、喘息の発作を起こして死んでしまう。遺体はアンドリューとアシュレイによって森の中に埋められる。
ジュリア（Julia）
そばかすのある女の子。アンドリューと付き合っていたが、アシュレイからの嫌がらせも一因で恋人関係は破綻してしまう。一方で、アンドリューからはアシュレイと同じように髪を結ぶように要求されていた。
レンネ・グレイヴス（Renee Graves）
アンドリューとアシュレイの母親。一人目のアンドリューが育てやすかったため二人目を産んだ。子供に愛情を伝えることが上手くなく、実際に子供に対する関心が薄い一面もあり、アンドリューとアシュレイに孤独感を感じさせてきた。
ダグラス・グレイヴス（Douglas Graves）
アンドリューとアシュレイの父親。仕事を解雇されたり主体性が薄く妻に付き従うような日々を送るなどうだつの上がらない一面がある。性生活では縄で縛られていることが示唆されている。
カルトのリーダー（Leader）
悪魔崇拝カルトのリーダー。支持者から尊敬されているが悪魔の召喚に失敗するなど、その実力には疑問符が付く。

## 反応
このゲームは2025年7月時点で95万本を売り上げ、国際的にメディアから高い評価を得た。
『ファミ通』編集者のトマト杉原は、本作を「1900円以内で遊べる大満足ゲーム」に挙げ、「プレイしていくと加速していく狂気を帯びた展開に目が離せなくなる」、「独特の世界観や倫理観がぶっ飛んだ兄妹の行動を見るにつけ、とてつもない"闇"と"病み"を感じてしまう」と評した。
『Mein MMO』のCortynは、プレイングを「目的本意だが完全に十分」であり、「ちょっとした遊びの要素で、ゲームを純粋なビジュアルノベルと区別するための単なる手段」であると述べた。プロットは「魅惑的」で、登場人物は「よく描かれており魅力的」で、アンドリューとアシュレイの間に浮上する近親相姦関係とカニバリズムというテーマは「上手く表現されており、一貫性があり、同時に不穏で刺激的」と評された。会話は「現実的」で「分かりやすく」、「[兄妹たちは]まるで人間が話すかのように話しており、それが全ての会話シーンに憂鬱だが魅力的なリアリズムを与えている。これは、多くの大作AAAゲームでは見られない特徴である」とされている。
『デストラクトイド』のアンドレア・ゴンザレスは、このゲームを「有毒な兄妹の関係性と嫌悪感を伴う体験をよく追求している」と述べ、「ほとんどの場合、暗いトーンのバランスが上手く取れているが、一部のプレイヤーは特定の瞬間にそれが行き過ぎていると考えている」と評した。ゴンザレスは兄妹を「嘆かわしいことをする有毒な主人公」と表現した。彼女は、人肉食やオカルティズムなどのゲームのテーマについて、低ピクセルのSDドットがグロテスクな部分を曖昧にし、主人公たちのジョークが人を食べるという事実を柔らかくしているため、「驚くほど生々しくない」と述べた。ゴンザレスは、このゲームを巡る議論のほとんどは兄妹の関係がどのように発展していくのかを中心に展開しており、近親相姦の側面がゲームの最も物議を醸す要素であると指摘した。更に彼女は、近親相姦は全体的な体験のほんの一部に過ぎないが、ゲームを取り巻く言説を圧倒しており、彼女の意見では近親相姦ルートはゲームの雰囲気に合っているとしている。ゲームの雰囲気は選択したルートに応じて陽気になったり緊迫感を増したりすると言われている。
『ゲームスター』は、2023年10月にこのゲームを最高の逸材の一つに挙げた。エピソード2の特定のルートで描かれた、兄妹が裸でベッドに横たわるなどの近親愛的なパートで本作はバイラルとなり、Twitter上で議論を呼んだ他、多くの成人向けファンアートが投稿される切っ掛けとなった。『メアリー・スー』のアナ・ヴァレンスは、このパートについて「全体として不快で不安を覚えるが、不思議なほどエロティック」であり、「彼らの腐敗した関係に暗い魅力を感じ、誘惑される気持ちに共感するのは簡単」と評している。『Kotakuオーストラリア』のエミリー・スピンドラーは、作中のカニバリズムと近親相姦のテーマをSteamでの「圧倒的に好評」な評判と並べ立て、当惑を表明した。彼女は、『The Coffin of Andy and Leyley』を肯定的にレビューしている7000人以上のSteamユーザーが、ゲームの内容への支持を冗談めかして語っているような特異なコメントをしていることが多いと指摘した。スピンドラーは、「このゲームをプレイしてみようと考えたことがあるなら、代わりに外に出てみてはどうだろうか?」と述べている。